# عبد السلام بن حميدة
عبد السلام بن حميدة  ولد يوم 9 أوت 1949 في جزيرة قرقنة، وتوفي بتونس العاصمة يوم 26 أكتوبر 2016.

## ترجمته
كان والده محمد بن حميدة نقابيا، ينتمي إلى نفس الجزيرة التي انحدر منها الكثير من قادة الاتحاد العام التونسي للشغل ومن بينهم الزعيمان فرحات حشاد والحبيب عاشور. درس تعليمه الثانوي بمدينة صفاقس قبل أن يلتحق بكلية الآداب والعلوم الإنسانية بتونس.
في سنة 1971 أحرز على الأستاذية في التاريخ من جامعة نيس الفرنسية. وأعد سنة 1974 بحثا حول «بدايات العمل النقابي التونسي المستقل بصفاقس من سنة 1944 إلى أحداث 5 أوت 1947». ثم واصل البحث حول الحركة النقابية وناقش أطروحة دكتوراه بنفس الجامعة في 29 جانفي 1979 بعنوان «الحركة النقابية التونسية منذ الحرب العالمية الثانية إلى الاستقلال الذاتي». وفي 27 ماي 2000 ناقش أطروحة دكتوراه دولة حول «الرأسمالية والحركة النقابية في تونس من سنة 1924 إلى سنة 1956».
التحق منذ 1978 للتدريس بالجامعة التونسية حيث درّس التاريخ المعاصر بكلية الآداب والعلوم الإنسانية بتونس، وهو أستاذ متميز بها.
تولى فيما بين 2008 و2011 إدارة المعهد العالي لتاريخ تونس المعاصر. كما كان كاتبا عاما للجنة الوطنية للتاريخ العسكري فيما بين 2004 و2012 وانتخب في سبتمبر 2010 عضو المكتب التنفيذي للجنة العالمية للتاريخ العسكري المقارن.

## الحياة الخاصة
متزوج من ابنة الزعيم النقابي الحبيب عاشور، وقد أمكن له سنة 2013 أن يصدر حوله كتابا بالفرنسية تحت عنوان «الحبيب عاشور 1913- 1999: رُبّان الاتحاد العام التونسي للشغل»

## مؤلفاته
نشر الأستاذ عبد السلام بن حميدة العديد من المقالات في مجلات محكمة بتونس وخارجها، كما نشرت له الكتب التالية:
- تاريخ الحركة النقابية الوطنية للشغيلة بتونس: 1924-1956، ترجمة رضا بسباس، محمد العفاس، عبد الله بو سطلة، تونس: دار محمد علي الحامي، 1984، جزءان.
- (بالفرنسية) الحركة النقابية التونسية منذ الحرب العالمية الثانية إلى الاستقلال الداخلي، تونس: منشورات الجامعة التونسية، 1989.
- (بالفرنسية) الرأسمالية والحركة النقابية في تونس من 1924 إلى 1956، تونس: منشورات الجامعة التونسية 2003، 1150 ص.
- (بالفرنسية) الحبيب عاشور 1913- 1999: رُبّان الاتحاد العام التونسي للشغل، تونس: على حساب المؤلف، 2013.